# 리바프레소키에리
리바프레소키에리(이탈리아어: Riva presso Chieri)는 이탈리아 피에몬테주 토리노 광역시의 코무네로, 토리노에서 남동쪽으로 약 15km(9mi) 정도 떨어져 있다.

## 출신 인물
- 도미니코 사비오는 1954년 교황 비오 12세에 의해 시성되었다.